# Villaspesa (Teruel)
Villaspesa es una localidad de la provincia de Teruel, en Aragón, España. Actualmente forma parte del municipio de Teruel. 
Su patrona es la virgen de la Sabina, que tiene una ermita en la localidad.

## Lugares de interés
- Cueva de la metralleta.
- Iglesia del Salvador: iglesia modernista fundada en 1912, con un estilo muy peculiar, tiene una torre más alta que otra y fue reformada hace pocos años. Su coste fue 5000 pesetas aportadas por Alejandra Torán.